# العلاقات التشيلية الناميبية
العلاقات التشيلية الناميبية هي العلاقات الثنائية التي تجمع بين تشيلي وناميبيا.

## مقارنة بين البلدين
هذه مقارنة عامة ومرجعية للدولتين:
| وجه المقارنة                                              | تشيلي                         | ناميبيا      |
| --------------------------------------------------------- | ----------------------------- | ------------ |
| المساحة (كم2)                                             | 756.10 ألف                    | 825.62 ألف   |
| عدد السكان (نسمة)                                         | 17.37 مليون                   | 2.53 مليون   |
| الكثافة السكانية (ن./كم²)                                 | 22.97                         | 3.06         |
| العاصمة                                                   | سانتياغو                      | ويندهوك      |
| اللغة الرسمية                                             | اللغة الإسبانية               | لغة إنجليزية |
| العملة                                                    | بيزو تشيلي، وحدة حساب تشيلية ‏ | دولار ناميبي |
| الناتج المحلي الإجمالي (بليون دولار)                      | 277.08 مليار                  | 13.24 مليار  |
| الناتج المحلي الإجمالي (تعادل القوة الشرائية) بليون دولار | 419.39 مليار                  | 25.60 مليار  |
| الناتج المحلي الإجمالي الاسمي للفرد دولار أمريكي          | 13.42 ألف                     | 4.67 ألف     |
| الناتج المحلي الإجمالي للفرد دولار أمريكي                 | 22.07 ألف                     | 9.96 ألف     |
| مؤشر التنمية البشرية                                      | 0.832                         | 0.628        |
| رمز المكالمات الدولي                                      | +56                           | +264         |
| رمز الإنترنت                                              | .cl                           | .na          |
| المنطقة الزمنية                                           | 00، 00، 00، 00                | ت ع م+02:00  |

## منظمات دولية مشتركة
يشترك البلدان في عضوية مجموعة من المنظمات الدولية، منها:
| علم المنظمة | اسم المنظمة                        | تاريخ انضمام تشيلي | تاريخ انضمام ناميبيا |
| ----------- | ---------------------------------- | ------------------ | -------------------- |
|             | وكالة ضمان الاستثمار متعدد الأطراف | 12 أبريل 1988      | 25 سبتمبر 1990       |
|             | منظمة الشرطة الجنائية الدولية      | ?                  | ?                    |
|             | منظمة حظر الأسلحة الكيميائية       | ?                  | ?                    |
|             | منظمة التجارة العالمية             | ?                  | ?                    |
|             | الأمم المتحدة                      | 24 أكتوبر 1945     | 23 أبريل 1990        |
|             | مؤسسة التمويل الدولية              | 15 أبريل 1957      | 25 سبتمبر 1990       |
|             | يونسكو                             | 7 يوليو 1953       | 2 نوفمبر 1978        |
|             | البنك الدولي للإنشاء والتعمير      | 31 ديسمبر 1945     | 25 سبتمبر 1990       |
|             | الاتحاد البريدي العالمي            | ?                  | ?                    |
|             | الاتحاد الدولي للاتصالات           | 1908               | 25 يناير 1984        |

## وصلات خارجية
- موقع وزارة الخارجية التشيلية